# Лоло (Монтана)
Лоло (енгл. Lolo) насељено је место без административног статуса у америчкој савезној држави Монтана.

## Демографија
По попису из 2010. године број становника је 3.892, што је 504 (14,9%) становника више него 2000. године.
| Група             | 2000.         | 2010.         |
| Белци             | 3.257 (96,1%) | 3.634 (93,4%) |
| Афроамериканци    | 8 (0,2%)      | 12 (0,3%)     |
| Азијати           | 8 (0,2%)      | 16 (0,4%)     |
| Хиспаноамериканци | 35 (1,0%)     | 82 (2,1%)     |
| Укупно            | 3.388         | 3.892         |